# Pierre Guyotat
Pierre Guyotat, né le 9 janvier 1940 à Bourg-Argental (Loire) et mort le 7 février 2020 à Paris, est un écrivain et dramaturge français. Dans son œuvre, qui fait toujours scandale, il invente un monde de sexe et de guerre et des formes nouvelles d'expression.

## Biographie

### Jeunesse
Né d'un père médecin de campagne, à Bourg Argental (Loire), et d'une mère née en Pologne près de Cracovie, Pierre Guyotat fait des études secondaires dans des pensionnats catholiques, après une petite enfance marquée par l'engagement souvent tragique de membres de sa famille dans la Résistance et dans la France libre. En même temps qu'il peint, il commence à écrire à l'âge de 14 ans. À 16 ans, il envoie ses poèmes à René Char, qui lui répond et l'encourage. À 19 ans, encore mineur, un an après la mort de sa mère, il s'enfuit à Paris où, tout en continuant d'écrire, il fait plusieurs petits métiers. Il envoie un premier texte à Jean Cayrol qui en perçoit aussitôt la valeur prémonitoire.
Pierre Guyotat est le neveu du psychanalyste Jean Guyotat (1920-2017), de Philippe Viannay ainsi que de Suzanne Guyotat.

### Œuvre
En 1960, Pierre Guyotat écrit sa première fiction, Sur un cheval. Le livre est publié au Seuil en 1961 dans la collection « Écrire », créée et dirigée par Jean Cayrol, où l'on trouve aussi les premiers textes de Philippe Sollers, de Régis Debray.
Il est appelé en Algérie en 1960. Au printemps 1962, il est arrêté, interrogé pendant dix jours par la Sécurité militaire et inculpé d’atteinte au moral de l’armée, de complicité de désertion et de possession de livres et de journaux interdits. Après trois mois de cachot « au secret », il est transféré dans une unité disciplinaire. De retour à Paris, lecteur aux éditions du Seuil, il publie aussi des articles dans Arts et spectacles puis dans France Observateur où il entre en 1964 comme responsable des pages culturelles de l'hebdomadaire qui devient Le Nouvel Observateur.
En 1964, il publie Ashby (Le Seuil).
Il travaille alors à Tombeau pour cinq cent mille soldats, dont il rédige la deuxième partie en Bretagne, à Raguénez en Névez, dans la maison de son grand-oncle Charles Viannay, chirurgien, ami de Georges Duhamel depuis la Première Guerre mondiale et dédicataire de Civilisation. Refusé par les éditions du Seuil, Tombeau pour cinq cent mille soldats paraît aux éditions Gallimard en 1967. Après un article élogieux en 1969 de Catherine Claude, dans La Nouvelle Critique, revue théorique du Parti communiste, le livre connaît un grand retentissement, du fait de son écriture, et sans doute aussi parce qu'il mêle sexe et guerre. Jean Paulhan écrit : « Monsieur Guyotat n'est pas sans génie. C'est un génie quelque peu systématique et brutal mais qui mérite d'être encouragé. » Michel Foucault : « … J'ai l'impression (et je ne suis pas le seul) que vous avez écrit là un des livres fondamentaux de notre époque : l'histoire immobile comme la pluie, indéfiniment itérative, de l'Occident au XXe siècle. » Le général Massu fait interdire le livre dans les casernes françaises en Allemagne.
Guyotat se lie d'amitié avec Philippe Sollers et Jacques Henric et fréquente le groupe Tel Quel, dont il se détachera peu à peu à partir de 1973. Par l'intermédiaire de Jacques Henric, à la même époque, il se liera d'amitié aussi avec Catherine Millet. 
Aussi, à la même époque, Pierre Guyotat s'intéressera à l'art contemporain, et surtout aux artistes dits d'« avant-garde » qui apportent un souffle nouveau à l'art. 
En juillet 1967, il est invité par Fidel Castro à Cuba, avec Michel Leiris, Marguerite Duras et d'autres, au moment de la Conférence latino-américaine de Solidarité ; il y rencontre de nombreux artistes, intellectuels et leaders révolutionnaires du monde entier.
Arrêté deux fois pendant les événements de mai 1968, au cours desquels il participe avec Jean-Pierre Faye, Nathalie Sarraute, Michel Butor et d'autres, à la création de l'Union des écrivains de France, il adhère au Parti communiste, après avoir entendu un discours du général de Gaulle accusant ce parti de subversion. Il en démissionne en 1972.
Un poème de Pierre Guyotat, illustré par le peintre cubain Wifredo Lam, paraît dans le cahier Insolation no 3 aux éditions Fata Morgana en décembre 1968.
De 1967 à 1975, il fait de nombreux séjours et trajets en Algérie et au Sahara. En 1969, il fait la connaissance de Paule Thévenin, amie d'Antonin Artaud et éditrice de ses œuvres complètes.
En 1970 a lieu, chez Gallimard, la parution éditorialement mouvementée d’Éden, Éden, Éden préfacé par Michel Leiris, Roland Barthes et Philippe Sollers. Le livre est aussitôt interdit par le ministère de l'Intérieur à l’affichage, à la publicité et à la vente aux mineurs,. Une pétition de soutien internationale à l’ouvrage est signée (notamment par Pier Paolo Pasolini, Jean-Paul Sartre, Pierre Boulez, Joseph Beuys, Pierre Dac, Jean Genet, Joseph Kessel, Maurice Blanchot, Max Ernst, Italo Calvino, Jacques Monod, Simone de Beauvoir, Nathalie Sarraute…). François Mitterrand, dans une communication orale à l'Assemblée, et Georges Pompidou, alors président de la République, dans une lettre à son ministre de l'Intérieur Raymond Marcellin, interviennent en faveur de l’ouvrage, mais l’interdiction n’est pas levée. Le jury du prix Médicis, à une voix près, couronne un autre livre et Claude Simon (futur prix Nobel 1985), membre du jury et grand soutien de l'œuvre de Pierre Guyotat, démissionne. L'interdiction du livre n'est levée qu'en novembre 1981.
En 1973, sa pièce de théâtre Bond en avant est créée aux Rencontres internationales de musique contemporaine de La Rochelle avec Christian Rist et Marcel Bozonnet, Jean-Baptiste Malartre, Saïd Boussouar et François Kuki, et à La Cartoucherie de Vincennes avec Alain Ollivier et François Kuki seulement.
Durant les années 1970, Guyotat s'engage dans diverses actions : pour les comités de soldats, pour les immigrés (défense dans les journaux et au procès en assises de Mohammed Laïd Moussa inculpé d'homicide volontaire, assassiné après sa sortie de prison en mars 1975). Il soutient aussi le mouvement des prostituées de Lyon et participe à cette occasion avec des amis cinéastes à des tournages vidéos.
En 1975 paraît chez Gallimard Prostitution, où il intègre finalement le texte de Bond en avant. Ce livre marque le début d'une transformation de la langue. La même année, il écrit « Vive les bouchères de l'interdit » (Libération, 13 juin 1975), en soutien aux prostituées qui occupent l'église Saint-Nizier à Lyon, qu'il filme avec ses amis Carole et Paul Roussopoulos (Les Prostituées de Lyon parlent, 1975). 
En 1976, il écrit, pour le catalogue de l'exposition de l'artiste allemand Klaus Rinke, élève de Joseph Beuys, à Paris, un texte qui, augmenté, deviendra La Découverte de la logique.
De 1977 (première dépression nerveuse) à 1981, le travail sur Le Livre (Gallimard) et Histoires de Samora Machel (encore inédit) se répercute sur sa santé qui se dégrade. Début décembre 1981, au moment où Tombeau pour cinq cent mille soldats est joué dans une mise en scène d'Antoine Vitez, au Théâtre national de Chaillot, Guyotat, tombé dans le coma, est hospitalisé en réanimation à l'hôpital Broussais. Après une nouvelle période de dépression, il ne retrouve sa pleine santé qu'à l'été 1983. Il fera le récit de cette période critique dans Coma en 2006.
En 1984 paraissent Le Livre (Gallimard) et Vivre, recueil de textes et d'entretiens, chez Denoël.
En 1986, Michel Guy, directeur du Festival d'automne, lui commande un texte pour le théâtre, Bivouac, dans une mise en scène de l'auteur et d'Alain Ollivier, avec notamment Pascal Bongard. Pour ce festival Guyotat donne en 1989 et 1992 deux séries d'improvisations publiques.
Au printemps 1988, il travaille à Los Angeles avec le peintre américain Sam Francis à un livre d'artiste dont il écrit le texte : Wanted Female. À la parution du livre, en 1996, la Bibliothèque nationale de France fait l'acquisition d'un exemplaire pour le département des Livres rares et précieux.
Il travaille à de nombreux textes inédits et, en 1991, commence la rédaction de Progénitures, dont la première et la deuxième partie paraissent chez Gallimard en 2000 accompagnées d'un CD d'une lecture de l'auteur pour la réouverture du Centre Pompidou. 
En 2005, les éditions Léo Scheer publient le tome 1 (1962-1969) des Carnets de bord.
Après Coma (Mercure de France, 2006), Guyotat écrit Formation (Gallimard, 2007), récit de ses premières années, dans lequel il revient longuement sur l'action de certains membres de sa famille dans la Résistance (Philippe Viannay et sa femme, Hélène, Suzanne Guyotat, Hubert Viannay).

En 2010 paraît Arrière-fond (Gallimard) : 

« Plutôt que de reprendre le courant chronologique de Formation, j'ai procédé ici par journées souvent longues et suivies de leurs nuits, comprises entre la fin de juin et la fin d'août de l'année 1955. »

En 2014 est publié Joyeux animaux de la misère (Gallimard), texte de fiction qui met en scène une mégapole elle-même constituée de sept mégapoles dans l'une desquelles se trouve un district « chaud » et son bordel. Le récit des aventures de trois personnages est mené dans une langue de comédie, crue et enjouée. Une suite paraît en 2016 intitulée Par la main dans les enfers (Gallimard).
En 2016 paraît un livre d'entretiens avec Donatien Grau, intitulé Humains par hasard (Gallimard) puis, en 2018, le récit Idiotie (Grasset), couronné la même année par le prix Médicis. Ce livre est un âpre récit de sa jeunesse : ses années de grande misère à Paris, à la fin des années 1950, et surtout sa guerre d'Algérie, pendant laquelle il fut jeté au cachot pour « atteinte au moral de l'armée », puis envoyé dans une unité disciplinaire.
Ses dessins ont été exposés à Paris (galerie Azzedine Alaïa), Londres (galerie Cabinet), Los Angeles (The Box) et Bruxelles (galerie Xavier Hufkens).

### Professorat
De 2001 à 2004, Pierre Guyotat est nommé professeur associé à l'Institut d'études européennes de l'université Paris VIII. Il y fait des lectures commentées de textes de la littérature française et étrangère depuis le Moyen Âge jusqu'à Paul Claudel, devant des étudiants, étrangers principalement, de premier cycle.

### Mort
Il meurt à Paris dans la nuit du 6 au 7 février 2020 à Paris, à l’âge de 80 ans. Il est inhumé au cimetière du Père-Lachaise (division 55), dans la même ville.[réf. souhaitée]

## Distinctions

### Décoration
- Commandeur de l'ordre des Arts et des Lettres

### Reconnaissance
- En 1990, le président François Mitterrand commande à des artistes, pour le grand hall de la future Bibliothèque nationale de France à Tolbiac, des portraits de quelques personnalités contemporaines : le portrait de Pierre Guyotat est peint par Bernard Dufour.
- Le Petit Larousse illustré consacre une entrée à Pierre Guyotat dans son édition 2011.

## Expositions, colloques, lectures, adaptations
En 1975, à Bruxelles, Frédéric Flamand travaille sur des extraits d'Éden, Éden, Éden dans Le Nu traversé, avec la troupe théâtrale Plan K.
Dans les années 1984-1986, il donne de nombreuses lectures performances du Livre en Europe et Amérique du Nord.
En 1989, Ludwig Trovato réalise le film Pierre Guyotat : 52 minutes dans la langue, diffusé à la télévision dans l'émission Océaniques.
En 1989, dans le cadre du festival d'automne à Paris, les improvisations publiques réalisées par Pierre Guyotat au Centre Pompidou (du 4 au 9 décembre) sont filmées, de même qu'en 1992, dans le même cadre (du 21 au 26 septembre).
Au printemps 1995, une exposition lui est consacrée à Londres, à la Cabinet Gallery.
En avril 1996, après avoir rencontré Pierre Guyotat, le compositeur de musique expérimentale Frédéric Acquaviva sort le CD "Coma" (Publications Casus Belli), composition de 23 minutes pour 16 guitares électriques et la voix et texte de Pierre Guyotat (extraits de Wanted Female), qui fit l'objet d'une adaptation chorégraphique par Maria Faustino en 1996. 
En 1997, Pierre Guyotat écrit le texte d'un spectacle de danse de Bernardo Montet, Issê Timossé, qu'il récite sur scène au milieu des danseurs (festival de Montpellier danse et Théâtre de la Ville, à Paris devant des publics mouvementés).
En 2000, Jean-Luc Godard, dans De l'origine du XXe siècle, projeté en ouverture du festival du Cannes, intègre un extrait du CD de Progénitures.
Le 15 septembre 2000, Pierre Guyotat lit, en plein air, les trente ou quarante dernières pages de Progénitures au CIPM de Marseille.
En 2005, lors d'un séjour au Japon, il fait une lecture de Prostitution avec la participation du danseur de buto Tanaka Min (en) et une autre avec les intermèdes des récitantes et musiciennes du Gidayu, épopée japonaise du Moyen Âge.
Les 11 et 12 mai 2007, un colloque international, intitulé Pierre Guyotat : motricités, organisé par Catherine Brun, ponctué d'une lecture de textes par Denis Lavant, se tient à la Bibliothèque nationale de France (BnF ; université Paris 3 ; université Paris 7 ; UMR 7171). Les textes des interventions feront l'objet d'une publication dans la revue Europe (n° 961, mai 2009).
En 2008-2010, le metteur en scène et cinéaste Patrice Chéreau réalise une lecture-spectacle de Coma à Salonique, Rome puis Paris (théâtre de l'Odéon, musée du Louvre).
Pendant dix ans, le réalisateur Jacques Kébadian filme les interventions et les séances de travail de Pierre Guyotat. L'ensemble de ces films, conservés au département de l'audiovisuel de la BnF, fera l'objet d'un portail et d'un DVD, Guyotat par l'image.
En juin 2010, le metteur en scène Sébastien Derrey donne le spectacle En vie (chemins dans la langue de Pierre Guyotat) au Théâtre de l'Échangeur, à Bagnolet, à partir de Progénitures dont la langue est mise en contrepoint d'extraits de l'œuvre récente (Formation, Coma et Explications).
Il fait de nombreuses lectures de son œuvre et des émissions de radio (notamment sur la musique, à la demande de Bernard Comment).
En février 2011, Pierre Guyotat donne un texte, Indépendance, pour le numéro du centenaire de La Nouvelle Revue française. Ce texte, traduit en anglais (américain) par Noura Wedell sous le titre Independence, paraît aux éditions Semiotext(e) (Los Angeles) à l'occasion d'une série de lectures-rencontres de l'auteur aux États-Unis, à New York, San Francisco et Los Angeles (avril-mai 2011).
Le 1er juin 2012, Pierre Guyotat lit le début du chant IV du De rerum natura, de Lucrèce, en latin, dans le cadre de la programmation culturelle autour de « Monumenta 2012. »
Le 24 octobre 2012, Patrice Chéreau donne Coma au Florence Gould Hall de New York puis les 30, 31 octobre et 1er, 2, 3 et 4 novembre 2012 à Montréal, au Théâtre du Nouveau Monde ». Il le reprend, le 26 juillet 2013, dans le cadre du festival d'Avignon, à l'Opéra-Théâtre, dans une mise en scène de Thierry Thieû Niang.
Le 15 décembre 2012, Pierre Guyotat lit Indépendance dans le grand auditorium de la BnF, à l'occasion des 40 ans d'Art Press.
Du 16 au 18 février 2013, Tal Beit Halachmi donne Progénitures au Théâtre de la Bastille, à Paris, dans le cadre du festival Faits d'hiver.
En juin 2014, Pierre Guyotat est l'invité du festival Manifeste de l'Ircam, à Paris : création de Joyeux animaux de la misère  et de « Transgresser : hommage à Michel Foucault » .
En janvier-février 2016, un numéro de la revue Critique (no 824-825) lui est consacré : treize contributions, rassemblées par Donatien Grau, précédées de deux inédits, La Prison et Parlerie du rat.
Du 22 avril au 12 juin 2016, l'exposition « Pierre Guyotat, La Matière de nos œuvres », confrontant manuscrits, dessins et photographies de l'auteur à des œuvres d'artistes contemporains, se tient à la galerie Azzedine Alaïa, à Paris.
Du 29 septembre au 1er octobre 2016, une série de rencontres et de lectures consacrées à Pierre Guyotat se déroulent à Berlin : lecture de Herkunft à l'occasion de la parution de la traduction allemande de Formation, rencontre et discussion à la médiathèque de l'Institut français, lecture et discussion à l'occasion de la parution du no 0 du magazine Diaphanes. Le no 1 du magazine paraît au printemps 2017, avec un texte de Michael Heitz, un entretien avec Donatien Grau, la traduction en anglais de La Prison, la traduction en allemand d'Indépendance et la traduction en anglais d'extraits de Joyeux animaux de la misère.
En 2017, une exposition de dessins de Pierre Guyotat, accompagnés du manuscrit du Livre, se tient à la galerie Cabinet, à Londres. À cette occasion, un coffret est publié comprenant le vinyle de l'enregistrement du Livre par l'auteur, fin août 1979, et un livret d'accompagnement illustré. Simultanément, une édition de luxe de la traduction en anglais d'Éden, Éden, Éden (Graham Fox, 1995), revue et augmentée d'une postface de Paul Buck, paraît aux éditions Vauxhall&Company. Deux dessins de Pierre Guyotat sont aussi exposés à ArtBasel sur le stand de la galerie Cabinet.
En septembre 2017, le texte Depuis une fenêtre paraît dans le no 54 de la revue Lignes.
Le 19 octobre 2017, à la galerie Azzedine Alaïa, à Paris, une lecture de Tombeau pour cinq cent mille soldats est organisée pour le cinquantième anniversaire de la parution du texte. Cette lecture était accompagnée d'un accrochage de dessins récents de Pierre Guyotat.
En 2018, une exposition de nouveaux dessins, intitulée « Mes figures ? » est organisée à la galerie-librairie Yvon Lambert, à Paris. La même année, l'exposition « Figuren und andere Stimmen. Pierre Guyotat » se tient à l'espace Diaphanes, à Berlin, à l'occasion de la parution des traductions en allemand de Coma et Arrière-fond. Des dessins sont également exposés à la Villa Médicis, à Rome, dans l'exposition « Le Violon d'Ingres ».
Le 11 mars 2019, Nâzim Boudjenah (pensionnaire de la Comédie-Française) lit le début d'Idiotie dans la salle de lecture du département des manuscrits de la Bibliothèque nationale de France.
Du 2 février au 30 mars 2019, l'exposition « Scenes and stages » présente un large choix de dessins de Pierre Guyotat et de Christoph von Weyhe à la galerie The Box, à Los Angeles.
Du 26 mai au 25 juillet 2020, une exposition de dessins est organisée à la galerie Xavier Hufkens, à Bruxelles.
Le 9 septembre 2020, une lecture intégrale de Éden, Éden, Éden, paru cinquante ans auparavant, est réalisée à la librairie Les Cahiers de Colette, à Paris, tandis que des lectures d'extraits du texte et des performances sont organisées dans cinquante lieux à travers le monde.
Les 23 et 24 novembre 2022, un colloque international, "Pierre Guyotat et l'Algérie", organisé par Catherine Brun, Guillaume Fau et Donatien Grau, avec le soutien de l'Association Pierre Guyotat, rassemble chercheurs français et algériens à la Bibliothèque nationale de France et à l'Institut du monde arabe, à Paris. Le livre Pierre Guyotat et l'Algérie paraît aux éditions Diaphanes en 2023.

## Œuvres

### Fiction
- 1961 : Sur un cheval (Seuil, Paris)
- 1964 : Ashby (Seuil, Paris)
- 1967 : Tombeau pour cinq cent mille soldats (Gallimard, Paris)
- 1970 : Éden, Éden, Éden (Gallimard, Paris)
- 1975 : Prostitution (Gallimard, Paris)
- 1984 : Le Livre (Gallimard, Paris) Coffret de l'enregistrement du texte par l'auteur (août 1979) avec livret d'accompagnement illustré publié par Cabinet, Londres, 2017.
- 2000 : Progénitures (Gallimard, Paris)
- 2014 : Joyeux animaux de la misère (Gallimard, Paris)
- 2016 : Par la main dans les enfers, Joyeux animaux de la misère II (Gallimard, Paris)

### Poésie
- 1995 : Wanted Female, en collaboration avec Sam Francis (bilingue, Lapis Press, Los Angeles)[7]

### Récits autobiographiques
- 2006 : Coma (Mercure de France, Paris), prix Décembre
- 2007 : Formation (Gallimard, Paris)
- 2010 : Arrière-fond (Gallimard, Paris)
- 2018 : Idiotie (Grasset et Fasquelle, Paris), prix Médicis 2018[23]

### Carnets de travail
- 2005: Carnets de bord. Vol. 1 (1962-1969), éd. et comm. par Valérian Lallement (Léo Scheer, Paris)

### Essais, entretiens (sélection des entretiens récents), préfaces, etc.
- 1972 : Littérature interdite (Gallimard, Paris)
- 1984 : Vivre, recueil de textes, 1971-1983 (Denoël, Paris), rééd. collection "Folio", Gallimard, 2003
- 2000 : Explications avec Marianne Alphant (Léo Scheer, Paris), rééd. 2010
- 2003 : "Préface" à Éric Rondepierre, photographies (Léo Scheer, Paris)
- 2011 : Leçons sur la langue française (Léo Scheer, Paris)
- 2013 : Pierre Guyotat : les grands entretiens d'Artpress (IMEC/Artpress, Paris)
- 2013 : préface à La Temesguida, une enfance dans la guerre d’Algérie, par Régis Guyotat et Aïssa Touati (Gallimard)
- 2014 : entretien avec Pierre Chopinaud dans la revue INFERNO, N°03, avril 2014
- 2014 : entretien avec Pierre Testard et Gwenael Pouliquen, The White Review, no II, août 2014.
- 2014 : entretien - La musique et la langue, La Revue des deux mondes, décembre 2014.
- 2014 : entretien avec Marie-Aude Roux, Pierre Guyotat : « La littérature comme art total, tel a toujours été mon but », Le Monde, 10 juin 2014.
- 2015 : entretien avec Dominiq Jenvrey, "Joyeux animaux de la misère" documentaire vidéo d'Alessandro Mercuri et Haijun Park (27 min), diffusé sur ParisLike
- 2016 : entretiens avec Donatien Grau, Humains par hasard, Gallimard, 2016.
- 2017 : entretiens avec Donatien Grau, To lay a hand on the shoulder of future victims, Diaphanes, no 1, printemps 2017.

### Prix
- 1965 : prix Alfred-Née de l’Académie française pour Ashby.
- 2006 : prix Décembre pour Coma
- 2010 : prix de la Bibliothèque nationale de France pour l'ensemble de son œuvre
- 2018 : 
  - prix Médicis pour Idiotie[23]
  - prix Femina spécial pour l'ensemble de son œuvre
  - prix de la langue française

### Traductions
L'œuvre de Pierre Guyotat est traduite en japonais, en anglais (Royaume-Uni/États-Unis), en russe, en espagnol (Mexique), en italien, en allemand et en néerlandais.
- En allemand : Langage du corps : Körpersprache, extrait de Vivre, dans l'anthologie Ich lebe alleine publiée sous la direction de Bettina Best (Matthes & Seitz Verlag, Munich, 1979). Cassette 33 longue durée, extrait de Vivre, dans Ich gestatte mir die Revolte, von B. Mathheus / A. Matthes, (Debatte 17, 1985). Grabmal für fünfhunderttausend Soldaten, traduction par Holger Fock de Tombeau pour cinq cent mille soldats (Diaphanes, 2014). Eden Eden Eden, traduction par Holger Fock (Diaphanes, 2015). Herkunft, traduction de Formation par Heinz Jatho (Diaphanes, 2016). Unabhängingkeit, traduction de Indépendance par Michael Heitz (Diaphanes, no 1, spring 2017). In der Tiefe, traduction de Arrière-fond par Heinz Jatho (Diaphanes, 2018). Koma, traduction de Coma par Heinz Jatho (Diaphanes, 2018). Idiotie, traduction de Anne Krier (Diaphanes, 2023). En 2013, la revue Schreibheft (no 13) publie un numéro spécial Pierre Guyotat, avec des articles et des traductions d'extraits d'œuvres.
- En anglais : "Body of the Text, " trad. Catherine Duncan, dans l'anthologie Polysexuality (Los Angeles, Semiotext(e), 1981). Eden, Eden, Eden, trad. Graham Fox (London, Creation Books, 1995). Extrait de Prostitution, trad. Bruce Benderson (New York, Red Dust éd., 1995). Tomb for 500,000 soldiers, trad. Romain Slocombe (London, Creation Books, 2003). "Art is what remains of History, " trad. Paul Buck and Catherine Petit, dans l'anthologie Frozen Tears II (Birmingham, ARTicle Press, 2004)[24]. Coma, trad. Noura Wedell (MIT Press, Semiotext(e), 2010). Independence, trad. Noura Wedell (Los Angeles, Semiotext(e), 2011). In the deep, trad. Noura Wedell (Semiotext(e), 2014). The prison, trad. Catherine Petit and Paul Buck (Diaphanes, no 1, spring 2017). Joyous animals of misery (extraits), trad. Catherine Petit and Paul Buck (Diaphanes, no 1, spring 2017). Eden, Eden, Eden, trad. Graham Fox avec une postface de Paul Buck (London, Vauxhall&Company, 2017). En préparation : Prostitution (Creation Books).
- En espagnol (Mexique) : Edén, Edén, Edén, trad. Margarita Villaseñor (México, Premià, 1979). En préparation (Espagne) : Ashby (Valencia)
- En italien : Coma, trad. de Marco Dotti et Valentina Parlato (Milan, Medusa, 2009). Musiche (L'Ospite ingrato NS no 4, "L'Esperienza della musica", Quodlibet, 2017).
- En japonais : Tombeau pour cinq cent mille soldats (Tokyo, Futami-Shobo, 1969-1973). Éden, Éden, Éden, trad. Koso Sakakibara (Tokyo, Futami-Shobo, 1972. Rééd. Peyotl Kobo éd., Tokyo, 1997). Prostitution (large extrait repris dans l'anthologie Frontiers of world literature, tome 4, Tokyo, Wanami Shoten, 1997). Progénitures (essai de traduction paru en revue, 2005).
- En néerlandais : Éden, Éden, Éden, trad. Jan Rinjnsburger (Utrecht, IJzer, 2002).
- En russe (traductions de Maroussia Klimova, Kolonna Publications) : Prostitution (2002). Éden, Éden, Éden (2004). Tombeau pour cinq cent mille soldats (2005). Ashby suivi de Sur un cheval (2006). Coma (2009). Formation (2011). Le Livre (2012).
- Des traductions d'Idiotie sont en cours en anglais (USA), chinois et turc.

### Émissions de radio (sélection)
- 2001: Carnet nomade à Istanbul, de Colette Fellous, (France Culture, 26 octobre et 30 novembre 2001)
- 2003: Musiques (France Culture/Léo Scheer, Paris)
- 2003: L'imaginaire historique (La Fabrique de l'histoire, d'Emmanuel Laurentin, France Culture, 3 mars 2008)
- 2007: Affinités électives (de Francesca Isidori, France Culture, 6 décembre 2007)
- 2010: Pierre Guyotat l'insoumis (Hors champ, de Laure Adler, France Culture, du 27 au 31 décembre 2010)
- 1985-2014 : nombreuses participations à Surpris par la nuit, Raison de plus et Du jour au lendemain, d'Alain Veinstein, sur France Culture
- 2016 : entretien avec Laure Adler dans l'émission L'Heure bleue (France Inter, 3 novembre 2016)[25]
- 2016 : émission spéciale de Christophe Ono dit Biot à l'occasion de la parution de Par la main dans les enfers et Humains par hasard : entretiens avec Donatien Grau, France Culture, 12 novembre 2016[26]
- 2018 : entretien avec Augustin Trappenard dans l'émission Boomerang (France Inter, 3 septembre 2018)[27] ; entretien avec Laure Adler dans l'émission L'Heure bleue (France Inter, 25 septembre 2018)[28]
- 2019 : entretien avec Dominiq Jenvrey dans L'émission du fictionnaire (Radio Campus Orléans, novembre 2019), dernière interview de Pierre Guyotat[29]

### Archives
En 2004, Pierre Guyotat a fait don de ses archives à la Bibliothèque nationale de France. Le fonds est conservé au département des Manuscrits et au département de l'Audiovisuel (enregistrements).
En 2021, Régis Guyotat fait don des dessins de Pierre Guyotat au Centre Pompidou, où ils sont conservés dans les collections de la Bibliothèque Kandinsky.